# Красносельское (Черноморский район)
Красносе́льское (до 1945 года Куна́н; укр. Красносільське, крымскотат. Qunan, Къунан) — село, расположенное на территории Черноморского района Крыма, в составе Окунёвского сельского поселения (согласно административно-территориальному делению Украины — Окунёвского сельсовета Автономной Республики Крым).

## Население
| 2001 | 2014 |
| ---- | ---- |
| 700  | ↘505 |

Всеукраинская перепись 2001 года показала следующее распределение по носителям языка
| Язык             | Процент |
| ---------------- | ------- |
| русский          | 40.57   |
| крымскотатарский | 35.14   |
| украинский       | 23.86   |
| другие           | 0.29    |

### Динамика численности
| - 1806 год — 99 чел. - 1864 год — 366 чел. - 1889 год — 487 чел. - 1897 год — 564 чел. - 1900 год — 590 чел. - 1915 год — 1011 /10 чел. | - 1926 год — 502 чел. - 1974 год — 729 чел. - 1939 год — 480 чел. - 2001 год — 700 чел. - 2009 год — 661 чел. - 2014 год — 505 чел. |

## География
Красносельское — село на юго-западе района, на Тарханкутской возвышенности в центре полуострова Тарханкут, высота над уровнем моря — 100 м. Ближайшие сёла — Оленевка в 11 км на юго-запад и Марьино в 6,5 км на юг. Райцентр Черноморское в 11 километрах (по шоссе) на север, ближайшая железнодорожная станция — Евпатория — около 84 километров. Транспортное сообщение осуществляется по региональным автодорогам 35Н-604 Черноморское — Оленевка и 35Н-604 Красносельское — Громово (по украинской классификации — С-0-11703 и С-0-11707).

## Современное состояние
На 2016 год в Красносельском числится 7 улиц, 3 переулка и территория «комплекс зданий и сооружений N 3»; на 2009 год, по данным сельсовета, село занимало площадь 70 гектара, на которой в 211 дворах проживало 661 человек. В селе действуют сельский клуб, библиотека-филиал № 13, мечеть «Кунан джамиси». Красносельское связано автобусным сообщением с райцентром и соседними населёнными пунктами.

## История
Согласно имеющимся данным, на территории современного села поселение дальней херсонесской хоры существовало ещё в античное время.
Первое документальное упоминание села встречается в Камеральном Описании Крыма… 1784 года, судя по которому, в последний период Крымского ханства Конак входил в Тарханский кадылык Козловскаго каймаканства. После присоединения Крыма к России (8) 19 апреля 1783 года, (8) 19 февраля 1784 года, именным указом Екатерины II сенату, на территории бывшего Крымского ханства была образована Таврическая область и деревня была приписана к Евпаторийскому уезду. После павловских реформ, с 1796 по 1802 год входила в Акмечетский уезд Новороссийской губернии. По новому административному делению, после создания 8 (20) октября 1802 года Таврической губернии, Кунан был включён в состав Яшпетской волости Евпаторийского уезда.
По Ведомости о волостях и селениях, в Евпаторийском уезде с показанием числа дворов и душ… от 19 апреля 1806 года, в деревне Кунак числилось 14 дворов и 99 жителей крымских татар. На военно-топографической карте генерал-майора Мухина 1817 года деревня Кунан обозначена с 18 дворами. После реформы волостного деления 1829 года Кунак, согласно «Ведомости о казённых волостях Таврической губернии 1829 года», остался в составе Яшпетской волости. Видимо, население деревни в последующие годы выехало в Турцию, поскольку на карте 1842 года Кунан обозначен условным знаком «малая деревня», то есть, менее 5 дворов.
В 1860-х годах, после земской реформы Александра II, деревню приписали к Курман-Аджинской волости. Согласно «Памятной книжке Таврической губернии за 1867 год», деревня Кунан была покинута жителями в 1860—1864 годах, в результате эмиграции крымских татар, особенно массовой после Крымской войны 1853—1856 годов, в Турцию и заселена малороссиянами и городскими мещанами. В «Списке населённых мест Таврической губернии по сведениям 1864 года», составленном по результатам VIII ревизии 1864 года, Кунан — казённая русская деревня, с 43 дворами и 366 жителями при колодцахъ. На трехверстовой карте 1865—1876 года в деревне Кунан 45 дворов. Согласно изданной в 1886 году «Справочной книжке о приходах и храмах Таврической епархии…» епископа Гермогена, Кунан — русская деревня, приписанная к приходу Ак-Мечетской церкви Захария и Елисаветы, действовала церковно-приходская школа. В «Памятной книге Таврической губернии 1889 года „, по результатам Х ревизии 1887 года, в деревне Кунан числилось 75 дворов и 487 жителей.
Земская реформа 1890-х годов в Евпаторийском уезде прошла позже остальных, в результате Кунан определили центром Кунанской волости.
По “…Памятной книжке Таврической губернии на 1900 год» в деревне, входившей в Кунанское сельское общество, числилось 590 жителей в 82 дворах. Всероссийская перепись 1897 года зафиксировала в деревне 564 жителя, из которых было 563 православных. На 1902 год в деревне работали врач и фельдшер. На 1914 год в селении действовали земская школа и медицинский участок с фельдшером. По Статистическому справочнику Таврической губернии. Ч.II-я. Статистический очерк, выпуск пятый Евпаторийский уезд, 1915 год, в деревне Кунан, центре Кунанской волости Евпаторийского уезда, числилось 113 дворов (111 дворов с землёй, 2 — безземельные) с русским населением в количестве 1011 человек приписных жителей и 10 — «посторонних», из которых 534 мужчины и 487 женщин. Жители владели 1210 десятинами удобной и 1500 десятинами неудобной земли. В хозяйствах имелось 420 лошадей, 300 волов, 70 коров и 1936 голов мелкого скота.
После установления в Крыму Советской власти, по постановлению Крымревкома от 8 января 1921 года № 206 «Об изменении административных границ» была упразднена волостная система и образован Евпаторийский уезд, в котором создан Ак-Мечетский район и село вошло в его состав, а в 1922 году уезды получили название округов. 11 октября 1923 года, согласно постановлению ВЦИК, в административное деление Крымской АССР были внесены изменения, в результате которых округа были отменены, Ак-Мечетский район упразднён и село вошло в состав Евпаторийского района. Согласно Списку населённых пунктов Крымской АССР по Всесоюзной переписи 17 декабря 1926 года, в селе Кунан, центре Кунанского сельсовета (в коем состоянии село пребывало, как минимум, до 1977 года) Евпаторийского района, числилось 108 дворов, из них 96 крестьянских, население составляло 502 человека, из них 304 русских, 194 украинца, 1 белорус, 1 татарин, 2 записаны в графе «прочие», действовала русская школа. По постановлению КрымЦИКа от 30 октября 1930 года «О реорганизации сети районов Крымской АССР», был восстановлен Ак-Мечетский район (по другим данным 15 сентября 1931 года) и село вновь включили в его состав. По данным всесоюзной переписи населения 1939 года в селе проживало 480 человек.
В годы Великой Отечественной войны на фронтах сражались 196 жителей Кунана, 48 из них погибли, 76 награждены орденами и медалями. В честь павших в 1967 году в центре села установлен памятный знак в виде шпиля на трёхступенчатом постаменте. Постановлением Совета министров Республики Крым № 627 от 20 декабря 2016 года памятник отнесён к категории объектов культурно-исторического наследия России регионального значения.
Указом Президиума Верховного Совета РСФСР от 21 августа 1945 года Кунан был переименован в Красносельское и Кунанский сельсовет — в Красносельский. С 25 июня 1946 года Красносельское в составе Крымской области РСФСР. 26 апреля 1954 года Крымская область была передана из состава РСФСР в состав УССР. С начала 1950-х годов, в ходе второй волны переселения (в свете постановления № ГОКО-6372с «О переселении колхозников в районы Крыма»), в Черноморский район приезжали переселенцы из различных областей Украины. Время упразднения сельсовета и включения села в состав Окунёвского пока не установлено — на 1 июня 1977 года Красносельский совет ещё существовал. С 12 февраля 1991 года село в восстановленной Крымской АССР, 26 февраля 1992 года переименованной в Автономную Республику Крым. С 21 марта 2014 года в составе Крыма аннексировано Россией.